# Wilhelm Dersch
Wilhelm Dersch (* 26. März 1877 in Herbstein; † 11. August 1942 in Darmstadt) war ein deutscher Historiker und Archivar.

## Leben
Wilhelm Dersch studierte Geschichte in Marburg. Dort wurde er 1895 Mitglied des Philologisch Historischen Vereins, der späteren Marburger Burschenschaft Rheinfranken, der er lebenslang angehören sollte. Nach der Promotion zum Dr. phil. 1899 schlug er eine preußische Archivlaufbahn ein und war Archivbeamter an den Staatsarchiven in Marburg, Münster i. Westf., Posen, Meiningen und wieder in Marburg. 1927 wurde er Direktor des Staatsarchivs in Breslau und 1. Vorsitzender des Vereins für Geschichte und Alterthum Schlesiens und 2. Vorsitzender der Historischen Kommission für Schlesien. 1935 bis 1938 war er Direktor des Staatsarchivs Koblenz.
Am 2. Dezember 1937 beantragte Dersch die Aufnahme in die NSDAP und wurde rückwirkend zum 1. Mai desselben Jahres aufgenommen (Mitgliedsnummer 5.944.965).

## Schriften (Auswahl)
- Die Kirchenpolitik des Erzbischofs Aribo von Mainz (1021–1031). R. Friedrich, Marburg 1899 (Marburg, Universität, Dissertation vom 23. März 1899).
- Die Flechtdorfer Chronik des Priors Liborius Daniel aus Heiligenstadt. In: Paul Jürges, Albert Leiß, Wilhelm Dersch: Waldecker Chroniken (= Chroniken von Hessen und Waldeck. Bd. 2, ZDB-ID 1120864-8 = Veröffentlichungen der Historischen Kommission für Hessen und Waldeck. Bd. 7, 2, ISSN 0342-2291). Elwert, Marburg 1914, S. 271–383.
- Hessisches Klosterbuch. Quellenkunde zur Geschichte der im Regierungsbezirk Cassel, der Provinz Oberhessen und dem Fürstentum Waldeck gegründeten Stifter, Klöster und Niederlassungen von geistlichen Genossenschaften (= Veröffentlichungen der Historischen Kommission für Hessen und Waldeck. Bd. 12). Elwert, Marburg 1915.
- Beiträge zur Geschichte der Universität Marburg im Zeitalter der Aufklärung. In: Zeitschrift des Vereins für hessische Geschichte und Landeskunde, Jg. 54 (1924), S. 161–203.
- Oberhessische Heimatgeschichte (= Elwerts Hessen-Bücher. Reihe 3, Heft 1). Elwert, Marburg 1925.
- Schlesien am Vorabend der Reformation. In: Zeitschrift des Vereins für Geschichte Schlesiens. Jg. 68 (1934), S. 69–94.